# Myrmicolelaps paradoxus
Myrmicolelaps paradoxus är en stekelart som beskrevs av Karl-Johan Hedqvist 1969. Myrmicolelaps paradoxus ingår i släktet Myrmicolelaps och familjen puppglanssteklar. Inga underarter finns listade i Catalogue of Life.